# براد مكاي
براد مكاي (بالإنجليزية: Brad McKay) (26 مارس 1993 بإدنبرة في المملكة المتحدة - ) هو لاعب كرة قدم بريطاني في مركز الدفاع. شارك مع منتخب اسكتلندا تحت 21 سنة لكرة القدم. أما مع النوادي، فقد لعب مع دونفرملين أثلتيك وسانت جونستون وهارت أوف ميدلوثيان ونادي ستنهاوسموير وPenicuik Athletic F.C. ‏.

## وصلات خارجية
- براد مكاي على موقع قاعدة بيانات كرة القدم.إي يو (الإنجليزية)
- براد مكاي على موقع Soccerbase.com (لاعب) (الإنجليزية)
- براد مكاي على موقع Soccerway.com (الإنجليزية)
- براد مكاي على موقع عالم كرة القدم.نت (الإنجليزية)